# Тьяго Перейра
Тьяго Перейра  (порт. Thiago Pereira, 26 січня 1986) — бразильський плавець, олімпійський медаліст.

## Виступи на Олімпіадах
| Олімпіада   | Дисципліна                      | Місце |
| ----------- | ------------------------------- | ----- |
| Афіни 2004  | 200 метрів, комплексне плавання | 5     |
| Афіни 2004  | 400 метрів, комплексне плавання | 17    |
| Пекін 2008  | плавання на 200 метрів брасом   | 19    |
| Пекін 2008  | 200 метрів, комплексне плавання | 4     |
| Пекін 2008  | 400 метрів, комплексне плавання | 8     |
| Лондон 2012 | 200 метрів, комплексне плавання | 4     |
| Лондон 2012 | 400 метрів, комплексне плавання | 2     |
| Лондон 2012 | комплексна естафета 4 × 100     | 15    |

## Зовнішні посилання
- Досьє на sport.references.com